# Kisköre
Kisköre é uma cidade da Hungria, situada no condado de Heves. Tem 68,42 km² de área e sua população em 2019 foi estimada em 2.911 habitantes.